# Loi unique
Pour les articles homonymes, voir Unique.
La loi du 14 février 1961, dite Loi d'expansion économique, de progrès social et de redressement financier ou plus simplement Loi unique, est une loi belge proposant un programme d'austérité à la suite d'un endettement public important et de la perte du Congo belge. Lancée par le gouvernement social chrétien-libéral dirigé par Gaston Eyskens, elle suscitera des remous dans les rangs libéraux et sociaux chrétiens et sera à l'origine de la grève générale de l'hiver 1960-1961 en Belgique.